# 红利
红利是公司的税后利润提取各种公积金、公益金、优先股股息后剩余的盈利，按照股东（不含优先股股东）持股比例分配给股东。
股东获得红利的多少根据公司的经营盈亏而变动，是不固定的。而股息是按照股票票面金额的一个固定比率向股东支付利息，不随股票二级市场上股价波动与公司经营业绩情况而变化。